# آقکند
آقکند یا خونج یکی از شهرهای استان آذربایجان شرقی است که در بخش کاغذکنان شهرستان میانه واقع شده‌است. این شهر مرکز اداری، اقتصادی، سیاسی، فرهنگی بخش کاغذکنان است اقکند از شمال به استان اردبیل از جنوب به استان زنجان و از غرب به شهر میانه محدود است. شهر آقکند با ۲٬۹۰۲ نفر جمعیت در سال ۱۳۹۵ خورشیدی به‌عنوان پنجاه و چهارمین شهر استان آذربایجان شرقی محسوب می‌گردد. این شهر ما بین کوه‌های «اقداغ» و «قافلانکوه» در دامنه کوه «توره داغی» واقع شده و به‌همین دلیل در زمستان آب و هوای بسیار سردی دارد. در تابستان به علت وزش باد خنک موسوم به «مه» هوا خنک می‌باشد. بزرگترین نیروگاه بادی شمال‌غرب کشور در این شهر قرار دارد. به لحاظ واقع شدن «اقکند» در کنار جاده توریستی اردبیل - زنجان و داشتن آثار تاریخی مثل کاروانسرای جمال آباد و پل پردلیس، سایت شهر سوخته کاغذکنان و شهرک صنعتی کاغذکنان، این شهر در آینده عظمت تاریخی خود را باز خواهد یافت.
شهر آقکند یکی از شهرهای قدیمی ایران است. در قدیمی‌ترین منبع جغرافیایی تاریخی فارسی «حدود العالم من المشرق الی المغرب» شهر آقکند به صورت «خونه» و منابع تاریخی دیگر مانند معجم البلدان یاقوت به صورت «خونج» و در سند ملکی متعلق به تاریخ ۹۷۱ هجری قمری به صورت «خوانج» و درسند دیگری که در تاریخ ۱۲۷۱ هجری قمری تحریر یافته «کاغذکنان مشهور به آقکند» نوشته شده‌است. در این شهر کوره‌های سفال سازی چینی سازی اجر پزی دایر بوده و صنعت کاغذسازی تا دوره مغول رواج داشته‌است نمونه‌هایی از سفال‌های آقکند در موزه‌های کشورهای اروپایی از جمله موزه لوور موجود است. رک: پرندی اکبر، کاغذکنان در گذرگاه تاریخ ایران، صفحات ۲۴ و ۲۵۸.
وجود آثار و گورستان‌های زیاد در اطراف آقکند نشان دهنده قدمت شهر آقکند می‌باشد.
سوغاتی آقکند. میوه جات و سبزی جات است. محصولات اقکند از جمله گندم. عدس، سیب. گردو. زردآلو و… می‌باشد
اهالی شهر آقکند آذربایجانی بوده و به زبان ترکی آذربایجانی سخن می‌گویند. اکثر آنان به کشاورزی و دامپروری می‌پردازند.
قالی‌بافی نیز در بین عده‌ای از اهالی -به‌خصوص بانوان- رواج دارد. بر اساس سرشماری سال ۱۳۸۵ خورشیدی از مجموع ۱٬۸۲۳ نفر جمعیت ساکن این شهر، ۸۹۷ نفر مرد و ۹۲۶ نفر زن بوده‌اند؛ هم‌چنین تعداد خانوارهای آق‌کند، ۴۷۷ خانوار بوده‌است. بچه های انجا زبان فارسی را بلد نیستند

## دسترسی‌ها
- شهرداری آقکند
- درمانگاه شبانه‌روزی
- داروخانه شبانه‌روزی
- بانک کشاورزی
- بانک صادرت
- پمپ بنزین
- جایگاه گاز طبیعی CNG
- مجتمع خدمات بین راهی آقکند (واقع در جاده سرچم-اردبیل)
- پلیس
- اورژانس
- پایگاه امداد و نجات جاده ای (هلال احمر)
- کلانتری آقکند
- سپاه ناحیه کاغذکنان
- پلیس راهنمایی و رانندگی
- آتش‌نشانی
- اداره پست
- اداره گاز
- اداره برق
- دانشگاه آزاد اسلامی واحد کاغذکنان
- آموزش و پرورش کاغذکنان
- نیروگاه بادی آقکند
- راهداری بخش کاغذکنان
- اداره حفاظت محیط زیست
- اداره بهزیستی
- پارک قاینار
- کوه توره داغی

## مراکز درمانی
- درمانگاه شبانه‌روزی
- داروخانه شبانه‌روزی

## مدارس
- مدرسه شبانه‌روزی عفاف
- مدرسه ندای اسلام
- مدرسه شهید اسدی
- دبیرستان شبانه‌روزی امام خمینی

## اماکن تفریحی و گردشگری
- توره داغی
- شهر سوخته کاغذکنان
- پارک قاینار
- رودخانه قزل اوزون
- نیروگاه بادی مپنا
- سالن ورزشی
- مسجد جامع

## آموزش عالی
- دانشگاه آزاد اسلامی واحد کاغذکنان